# Los Intrépidos
Los Intrépidos es una banda de pop latino de Guayaquil, Ecuador, en escena desde 1991.

## Integrantes
- Luis Caputti.[2]
- Miguel Cabrera.[2]
- Juan Francisco Aguirre.[2]
- Jorge Wated.[2]

## Trayectoria
La banda se conformó en 1991 y tocaba en bares y discotecas de Guayaquil. En 1992 grabaron su primer sencillo, Mercedes. En 1993 hicieron su primera gira nacional, para, más adelante, lanzar en 1994 su primer álbum homónimo, Los intrépidos. A partir de su éxito en 1995, sus canciones “Playa azul” y “No te lo creo narizón” fueron elegidas como canción del año en los géneros romántico y pop, respectivamente, a nivel nacional. “No te lo creo narizón” se convirtió en el tema de un popular programa de TV transmitido por TC Televisión y de una campaña de publicidad de las tiendas Mi Comisariato. En 1996 hicieron su segunda gira nacional y su disco fue galardonado como disco de oro por venta de más de 40.000 copias en Ecuador. El álbum Los intrépidos fue editado en Argentina por EMI Odeón.
En 1997 grabaron su segundo álbum, Plato fuerte, en los estudios Criteria, en Miami. Después, en 1998, hicieron su tercera gira nacional, además de presentaciones en discotecas de Miami. En 2001 lanzaron El calentado, trabajo que reúne todos sus éxitos. En Warehouse Studios de Miami grabaron de los sencillos “Tú y yo” y “Sushi Girl”, ambas con gran éxito radial; “Tú y yo” es considerada como una de las 10 mejores canciones románticas de 2002 en Ecuador. 
Para 2003, la preproducción, la grabación y la mezcla del álbum Soltero fue realizada en Argentina por Mariano Francescelli y Martín Lorenzo, de Los Auténticos Decadentes, para su posterior lanzamiento en Ecuador. El primer sencillo se convirtió en la canción de inicio de la serie televisiva ecuatoriana Solteros sin compromiso.  Esta canción llegaría a convertirse en, quizás, la canción más emblemática y sonada de la banda en toda su trayectoria. Para 2008 lanzaron el sencillo "Por tu culpa", bajo la producción de Jorge Luis Bohórquez, la que se convirtió en el tema de la serie ecuatoriana La pareja feliz.

## 25 años y lanzamiento de Los Pepos.
En 2016, los miembros fundadores de la banda. (incluido Jorge Luis Bohórquez que participó en dos discos, pero nunca en las giras) se reunieron para celebrar los 25 años de formación de Los Intrépidos, que fue en julio de 1991, cuando aún estaban en secundaria. El show, que reunió todos los éxitos de la banda hasta el momento, fue un evento privado para invitados especiales y prensa. Para conmemorar la fecha, se lanzó el recopilatorio “Los Pepos”, que contenía 12 temas, sus hits en 25 años de carrera. Como dato curioso, hay temas del primer disco, que ni siquiera habían sido masterizados, lo que los llevó a remasterizar y editar todo el material para unificar sus contenidos. A este evento se sumó la subida de todo el catálogo de la banda a plataformas digitales como Spotify y Itunes. Este evento estaba destinado a ser el inicio de una gira por todo el país, pero el terremoto que afectó a Ecuador en 2016 truncó los planes, limitando todo a un discreto lanzamiento del disco recopilatorio y a ciertas fechas específicas en varias ciudades del país.
En medio de los shows de la gira 2019, se empezó a experimentar con cambiar la dinámica de composición y con los temas de las canciones para captar la emoción del momento actual. Se trabajó en Ecuador con el productor cubano Yadam González, que viajó desde Miami, y a quien contactaron a través de Juan Fernando Velasco. Yadam ha trabajado con Fonseca, Diego Torres, Carlos Vives, y es de por sí, un gran artista. Con las canciones ya terminadas, enfrentados al desafío de terminar de pulirla, se experimentó con “post-producir” lo producido y trabajar con Vladi Muñoz en Miami y lograr imprimirle los últimos toques en conjunto y lograr un lenguaje y sonidos actuales, sin perder su tan característica identidad.
Así lanzan En esta vida, una canción que, más que una historia lineal, transmite un sentimientos de ganas de estar vivos, de reflexión de lo vivido y de mirar atrás y recordar todo lo bueno, pero pensando que aún vienen cosas mejores.  "En esta vida, refleja el momento que estamos viviendo como artistas, y como personas, esperamos que la disfruten y que la hagan suya", destacaron  

## Flashback 593
En 2019, en el espectáculo musical reunió artistas ecuatorianos, evocando los años 80 y 90 tanto de la música nacional como internacional. Alrededor de cinco mil personas disfrutaron con los éxitos retro de "Gerardo Mejía", "AU-D", "Los Intrépidos", "Tranzas" y los covers de "Emotion Band", el productor Javier Cueva decidió llevar Flashback 593 a Quito. En esa ocasión, se sumó al escenario a una de las agrupaciones más queridas por el público capitalino, "Tercer Mundo". En esa nueva edición de Flashback 593,  fue inaugurada en la Explanada de Espectáculos Riocentro El Dorado.

## Discografía
- "Mercedes" (1992) Single.
- “Los intrépidos” (1994)
- “Plato fuerte” (1998)
- “El calentado”, (2001) Hits 92-01
- “Soltero” (2003)
- "Intoxicado" (2005) Single.
- "Por tu Culpa" (2008) Single.
- "4 sirenas" (2009) Single.
- "Los Pepos" (2016) 25 años.
- "En esta vida" (2019) Single.